# Xabier Olaizola Rodríguez
Xabier Olaizola Rodríguez (Sant Sebastià, 28 de novembre de 1969) és un exfutbolista basc, que jugava com a defensa, normalment de lateral dret. Posteriorment fa d'entrenador de futbol.

## Carrera esportiva
Va començar a destacar amb la SD Eibar, i posteriorment va jugar amb el Burgos CF i de nou l'Eibar. L'estiu de 1995 fitxa pel RCD Mallorca, on passaria la major part de la seua carrera esportiva. Amb els mallorquins puja a Primera Divisió el 1997 i guanya la Copa del Rei el 2003. Durant set temporades va ser titular indiscutible a la defensa illenca, però, en les seues dues darreres campanyes, va passar a la suplència.
El 6 de desembre de 2016, després que fos cessat Fernando Vázquez, Olaizola – que entrenava el RCD Mallorca B fou nomenat entrenador del primer equip dels balears, a la segona divisió.